# Viron P. Vaky
Viron Peter Vaky (* 13. September 1926 in Corpus Christi, Texas; † 22. November 2012 in Mitchellville, Maryland) war ein US-amerikanischer Diplomat, der unter anderem Botschafter in Costa Rica, Kolumbien und Venezuela sowie zwischen 1978 und 1979 Assistant Secretary of State for Inter-American Affairs war.

## Leben

### Studium, Botschafter undAssistant Secretary of State
Viron Peter Vaky war das jüngste von sechs Kindern des aus Griechenland eingewanderten Eltern Peter Vaky (1878–1937) und dessen Ehefrau Arsenoi Stephanides Vaky (1884–1960). Er leistete nach dem Schulbesuch zwischen 1944 und 1946 Militärdienst in der US Army und ein Studium im Fach Internationale Beziehungen an der School of Foreign Service der Georgetown University, welches er 1947 mit einem Bachelor of Science in Foreign Service (BSFS) beendete. Ein darauf folgendes postgraduales Studium an der University of Chicago schloss er 1948 mit einem Master of Arts (MA) ab und trat im Anschluss in den diplomatischen Dienst (US Foreign Service). Nach Verwendungen in den Auslandsvertretungen Guayaquil, Buenos Aires, Bogotá sowie der Zentrale des Außenministeriums fungierte er zwischen 1964 und 1967 als Ständiger Vertreter des Botschafters (Deputy Chief of Mission) der Botschaft in Guatemala. Nach einer Verwendung im Planungs- und Koordinierungsstab des Außenministeriums zwischen 1967 und 1968 war er von 1968 bis 1969 stellvertretender Leiter der Unterabteilung sowie zuletzt als Acting Assistant Secretary of State for Inter-American Affairs kommissarischer Leiter der Abteilung Interamerikanische Angelegenheiten. Nachdem er von 1969 bis 1970 im Nationalen Sicherheitsrat NSC (National Security Council) eine Verwendung gefunden hatte, übernahm er zwischen 1970 und 1972 die Funktion als Diplomat in Residence an der School of Foreign Service der Georgetown University.
Am 11. September 1972 wurde Vaky zum Botschafter der Vereinigten Staaten in Costa Rica ernannt und übergab dort am 17. Oktober 1972 als Nachfolger von Walter C. Ploeser seine Akkreditierung. Er verblieb auf diesem Posten in San José bis zum 9. Februar 1974 und wurde daraufhin von Terence Todman abgelöst. Er selbst wurde bereits am 19. Dezember 1973 zum Botschafter in Kolumbien und überreichte am 5. April 1974 sein Beglaubigungsschreiben als Nachfolger von Leonard J. Saccio. Dieses Amt in Bogotá bekleidete er bis zum 23. Juni 1976, woraufhin Phillip V. Sanchez seine dortige Nachfolge antrat. Am 16. Juni 1976 erfolgte seine Ernennung zum Botschafter in Venezuela, wo er am 26. Juli 1976 als Nachfolger von Harry W. Shlaudeman seine Akkreditierung überreichte. Den Posten in Caracas bekleidete er bis zum 24. Juni 1978 und wurde daraufhin von William Luers abgelöst.
Nach seiner Rückkehr wurde Viron P. Vaky am 18. Juli 1978 als Assistant Secretary of State for Inter-American Affairs zum Leiter der Unterabteilung Interamerikanische Angelegenheiten ernannt und übernahm diese Funktion als Nachfolger von Terence Todman offiziell am 21. Juli 1978. Dieses Amt behielt er bis zum 30. November 1979 und wurde daraufhin am 4. Januar 1980 von William G. Bowdler abgelöst. Er engagierte sich ferner für die American Academy of Diplomacy, die Carnegie Endowment for International Peace, den Council on Foreign Relations und den Inter-American Dialogue. Er war auch Vorstandsmitglied der 1969 gegründeten Inter-American Foundation (IAF) und wurde in dieser Funktion ebenfalls von William G. Bowdler abgelöst.

### Privates
Viron P. Vaky war mit Luann Colburn Vaky (1930–2016) verheiratet. Nach seinem Tode an den Folgen einer Lungenentzündung wurde er auf dem 
Rock Creek Cemetery in Washington, D.C., beigesetzt.

### Veröffentlichungen
- Governance in the Western Hemisphere, Praeger, New York 1983
- The future of the Organization of American States, Mitautor Heraldo Muñoz, Twentieth Century Fund Press, New York 1993